# 百里侯
百里侯，又稱為邑侯、邑宰 (释义是县邑之长)，華人對县级最高行政长官的雅稱，旧称县令、知县，今多称为县长，北洋政府時稱為知事。在臺灣，民選县长或市長的权力很大。

## 历史
秦汉时期，以百里见方的地域作为县的建制，如果人口密集，则略为缩小，如果人口稀少，则略为扩大。此法作为后续朝代划分县一级行政区划的基础。人们习惯用百里来称呼县，如：百里之县。而後代，县令一般都是在科场考取功名或者受到察舉的人担任，这样的長官，在周朝时代就是诸侯。所以，一般将县令称为百里侯。